# Rahere
Rahere (... – 1144) è stato un religioso inglese.
Rahere (pronuncia: [ɹaˈhɪə(ɹ)]), detto anche Raher o Raherius, era un prete e monaco Anglo-normanno. Era favorito del Re Enrico I ed è noto per aver fondato il Priorato dell'Ospedale di San Bartolomeo nel 1123.

## Biografia
Molti particolari della vita di Rahere sono confusi, visto che è stato descritto di volta in volta come clerico, cortigiano, menestrello o giullare, ma indubbiamente Rahere è esistito storicamente.
Rahere è attestato come canonico dell'antica cattedrale di San Paolo in un documento del 1115. In viaggio di pellegrinaggio per Roma, cadde malato ed ebbe la visione di San Bartolomeo, che lo indusse a costruire un hospitale religioso. Al suo ritorno in Inghilterra, seguì questo richiamo e fondò il priorato di Smithfield a Londra, installandovisi come priore, posizione che resse fino alla sua morte. La sua tomba può essere vista presso la chiesa del Priorato di San Bartolomeo il Grande.

## Rahere nella letteratura
È un personaggio del poema "Rahere" di Rudyard Kipling, della raccolta Debits and Credits, così come è uno dei maggiori personaggi della storia "The Tree of Justice" di Kipling, nella raccolta Rewards and Fairies. È pure un personaggio significativo significant nel romanzo storico per bambini di Rosemary Sutcliff The Witch's Brat (1970). Pare che Sutcliff abbia conosciuto. Rahere proprio leggendo Rewards and Fairies di Kipling da bambino e più tardi lo scelse come personaggio per uno dei suoi libri: i lavori di Kipling sono stati significativamente e apertamente riconosciuti essere di ispirazione per Sutcliff.